# ドル箱運んで3万歩/day〜新人ホールレディ奮闘日記〜
『ドル箱運んで3万歩／day〜新人ホールレディ奮闘日記〜』（ドルばこはこんでさんまんぽ／でー しんじんホールレディふんとうにっき）は、まやひろむによる日本の4コマ漫画作品。パチンコ漫画雑誌『漫画パチンコ777』（竹書房）にて現在連載されているパチンコ漫画である。

## 作品の内容
主人公である宮野ゆう子（みゃ〜の）を中心にパチンコ屋でのホール業務をネタにした話が中心の4コマ漫画である。

## 登場人物
宮野 ゆう子
本作のヒロイン。パチンコ屋A店勤務のパチンコ大好きなショートカットの女の子。店の仲間達などからは、「みゃ〜の」というあだ名で呼ばれている。常に明るく元気なA店のムードメーカーである。店での主なポジションは、ドル箱運びやパチンコ玉の集計などのホール業務だが、最近はカウンター業務も任せられている。しかし、本人はドル箱運びの方が気に入っているようだ。店内アナウンスが苦手のようで、店の常連客達にからかわれることもあった。プライベートで打つパチンコでの収支はあまり勝てないようで、弟の侑太に呆れられることもしばしば。基本的に熱くなると止まれない性格のようである。P店の中江のことが好きで、会いたいがためにP店に打ちに行くこともしばしば。家族構成は、本人、弟、母、父の4人家族である。
パチンコのタイアップ台などが出ると、さらに楽しみたいからと、そのタイアップ台の原作となったアニメや洋画、演歌の音楽CDなど、パチンコ台の勉強のために借りる。『フランダースの犬』はもとより、演歌でも心に染みて泣いてしまうほど感涙しやすい。また、近年のパチンコ台で多い潜伏確変や2R確変などの勉強のために、A店に泊まり込むほど熱心である。自宅に所持しているパチンコ台は、エヴァンゲリオンシリーズや花の慶次などがある。
白井　舞
ゆう子と同じA店勤務のポニーテールの先輩店員。仕事もしっかりと出来る、A店の女の子グループの頼れるお姉さん的な存在。
小山　友梨
ゆう子と同じA店勤務のツインテールの店員。ゆう子より少し遅く仕事に就いたようである。カウンターでの受付業務を任せられることが多いようである。あまりパチンコは打たないようだが、打ち始めるとゆう子同様に止まらなくなるタイプだと、本人が語っていた。
真柴 妙子
A店の新人ホールレディー。タバコの煙やパチンコ店内の騒音が苦手など、パチンコ店で働いているのがちょっと不思議なセミロングの女の子。特技は中国語。P店の山本に惚れているようである。
木下主任
A店のパチンコのシマ主任。常に人手不足で困っているらしい。マイクでの指示などが主な仕事である。
中江
パチンコ屋P店勤務の男性社員。青年と言うより少年っぽい顔つきをしている。基本的に素直な性格である。ゆう子に一目惚れされたが、本人はゆう子の気持ちに気付いていないようである。
山下
P店勤務の中江の先輩。タバコを吸えないと少しイライラしてしまう。中江と一緒に行動することが多い。
宮野 侑太
ゆう子の弟。高校生（彼女あり）。年相応に少し子供っぽい所がある。姉のゆう子に対し、パチンコの負けや収支について一番ツッコミを入れるキャラである。
ゆう子の父
会社員のお父さん。ゆう子の熱中する性格は、父親譲りかもしれないと思わせる場面が何度かあり。
ゆう子の母
宮野家で一番しっかり者の人物。

## 掲載雑誌
- 『漫画パチンコ777』（竹書房）、まれに竹書房のパチンコ漫画での増刊号での掲載あり。